# (90525) Karijanberg
(90525) Karijanberg est un astéroïde de la ceinture principale.

## Description
(90525) Karijanberg est un astéroïde de la ceinture principale. Il fut découvert le 17 mars 2004 à Wrightwood par James Whitney Young. Il présente une orbite caractérisée par un demi-grand axe de 2,31 UA, une excentricité de 0,01 et une inclinaison de 1,8° par rapport à l'écliptique.

## Compléments